# KTurtle
KTurtle 是一個 turtle graphics 教育的編程環境。KTurtle 的目標是使編程簡單和可觸，因此可以用來教育孩子的基本的數學，幾何和編程。
KTurtle使用的編程語言鬆散的基於 Logo 編程語言。KTurtle 只有部分 Logo 的實現，翻譯編程語言（命令，文件和錯誤信息）成程序員的人類語言。編程語言翻譯到程序員的母語是 KTurtle 試圖把學習編程更簡單許多方法之一。其他功能，以幫助實現這一目標是：直觀的語法高亮、簡單的錯誤信息、整合繪圖到畫布上、集成幫助功能、慢動作或單步執行，等等。

## 外部連結
- KTurtle google group （页面存档备份，存于）

1. ↑  .   [2024年6月18日].